# Кет, Роберт
Роберт Кет, или Роберт Кетт (англ. Robert Kett, около 1492, Форнсетт, графство Норфолк — 7 декабря 1549, Норвич) — предводитель крестьянского восстания в Англии (графство Норфолк) в XVI веке.

## Биография
Роберт Кет был четвёртым сыном Томаса Кета (около 1460—1536) и его жены Марджери. Роберт Кет был по профессии кожевником и совместно со своим братом Уильямом владел участком земли в Вимондхэме. Летом 1549 года произошли волнения среди крестьян Вимондхэма, перешедшие к столкновениям с одним из местных владетельных феодалов из-за дележа секуляризованных монастырских земель. Возмущение среди сельских жителей быстро распространялось, и вскоре число восставших составило 16 000 человек. Роберт Кет присоединился к ним и вскоре возглавил движение.
После того как городские власти не пустили повстанцев в Норвич, последним пришлось расположиться лагерем в лесу неподалёку от города, на Маусхолдском холме. Кет превратил холм в укрепленный лагерь, установив строгую дисциплину в отрядах. Под вековым дубом, названным «Дубом Реформации», он разбирал жалобы крестьян на лендлордов и улаживал споры между членами его отрядов. В лагере под Норвичем восставшими была выработана так называемая «Маусхолдская программа», в которую вошли требования крестьян (йоменов, копигольдеров и пр.) о праве на землю, на ловлю рыбы и по ограничению огораживаний.
После того, как эти требования были Лондоном отклонены, Роберт Кет, в свою очередь, отклонил предложенное ему прощение короля в случае, если мятежники сложат оружие, и 1 августа 1549 года захватил Норвич. В развернувшихся затем боевых действиях королевские войска под командованием Джона Дадли, графа Уорика, разгромили армию восставших под Дассиндейлом. Роберт Кет и его брат были схвачены, осуждены за измену и позднее казнены в Норвиче.

## Образ в культуре
Восстанию Роберта Кета посвящен седьмой роман серии исторических детективов о Мэтью Шардлейке Кристофера Джона Сэнсома — «Мертвая земля» (2018).
В сериале Starz «Становление Елизаветы» (2022) Роберта Кета сыграл Роберт Уайтлок.